# Мендзыгуже (Малопольское воеводство)
Мендзыгу́же (пол. Międzygórze) — село в Польше в сельской гмине Болеслав Олькушского повета Малопольского воеводства.
Село располагается в 12 км от административного центра повета города Олькуш и в 46 км от административного центра воеводства Краков.
В 1975—1998 годах село входило в состав Краковского воеводства.

## Население
По состоянию на 2013 год в селе проживало 147 человек.
| Перепись  | Всего   | Всего | Женщины | Женщины | Мужчины | Мужчины |
| --------- | ------- | ----- | ------- | ------- | ------- | ------- |
| Единицы   | человек | %     | человек | %       | человек | %       |
| Население | 147     | 100   | 69      | 46,9    | 78      | 53,1    |

## Известные жители и уроженцы
- Ян Заклика из Мендзыгужа – воевода сандомирский.
- Николай Заклика из Мендзыгужа (ум. 1408) – польский государственный деятель, канцлер великий коронный.